# Jin Ki-joo
Jin Ki-joo (en hangul, 진기주; Seúl, 26 de enero de 1989) es una actriz surcoreana.

## Carrera
En marzo de 2020 anunció que se había unido a la agencia "FL Entertainment".
Ha interpretado papeles de apoyo en dramas de televisión como Second 20s, Moon Lovers: Scarlet Heart Ryeo y Misty.
El 6 de mayo de 2019 se unió al elenco principal de la serie The Secret Life of My Secretary interpretando a Jung Gal-hee, una secretaria con mal genio que obedientemente completa todas las tareas que su jefe le pide, hasta el final de la serie el 25 de junio del mismo año.
El 19 de septiembre de 2020 se unió al elenco principal de la serie Homemade Love Story (también conocida como "Oh! Samkwang Villa"), donde dio vida a Lee Bit Chae-woon, una mujer con mal genio, ambicioso y perseverante que trabaja en una tienda de diseño de interiores y cuyo objetivo es el de convertirse en una diseñadora textil.
El 23 de abril de 2022 se unió al elenco de la serie Showtime Begins! donde interpreta a Go Seul-hae, una apasionada oficial de la policía con un misterioso secreto.

## Filmografía

### Series de televisión
| Año     | Título                          | Papel             | Red                 | Ref.          |
| ------- | ------------------------------- | ----------------- | ------------------- | ------------- |
| 2015    | Veinte otra vez                 | Park Seung-hyun   | tvN                 | [ 9 ]         |
| 2015    | Splash Splash Love              | Reina Soheon      | MBC y Naver TV Cast | [ 10 ]        |
| 2016    | One More Happy Ending           | An Soon-soo       | MBC                 | [ 11 ]        |
| 2016    | The Good Wife                   | Song Hee-soo      | tvN                 | [ 12 ]        |
| 2016    | Moon Lovers: Scarlet Heart Ryeo | Chae-ryung        | SBS                 | [ 13 ]        |
| 2017    | The Emperor: Owner of the Mask  | Choi Kang-seo     | MBC                 | [ 14 ]        |
| 2017    | Miércoles 3:30 PM               | Sun Eun-woo       | Oksusu y SBS        | [ 15 ]        |
| 2018    | Misty                           | Han Ji-won        | JTBC                | [ 16 ]        |
| 2018    | Come and Hug Me                 | Han Jae-yi        | MBC                 | [ 17 ]        |
| 2019    | The Secret Life of My Secretary | Jung Gal-hee      | SBS                 |               |
| 2020-21 | Homemade Love Story             | Lee Bit Chae-woon | KBS2                | [ 18 ]        |
| 2022    | Showtime Begins!                | Go Seul-hae       | MBC                 | [ 19 ]        |
| 2023    | Mi perfecto desconocido         | Baek Yoon-young   | KBS2                | [ 20 ] [ 21 ] |
| 2024    | Uncle Samsik                    | Joo Yeo-jin       | Disney+             | [ 22 ] [ 23 ] |
| 2025    | Undercover High School          | Oh Su-ah          | MBC                 | [ 24 ] [ 25 ] |

### Cine
| Año  | Título            | Papel        | Ref.                 |
| ---- | ----------------- | ------------ | -------------------- |
| 2018 | Little Forest     | Eun-sook     | [ 26 ] [ 27 ] [ 28 ] |
| 2021 | Midnight          | Kyung Mi     | [ 29 ]               |
| 2024 | Land of Happiness | Jo Soon-jung | [ 30 ]               |

### Espectáculo de variedades
| Año  | Título                  | Red      | Notas             | Ref.          |
| ---- | ----------------------- | -------- | ----------------- | ------------- |
| 2014 | Supermodel Contest      | SBS TV   |                   |               |
| 2015 | Model House Room of Ten | SBS funE |                   |               |
| 2018 | Running Man             | SBS      | invitada, ep. 413 | [ 31 ] [ 32 ] |

### Presentadora
| Año  | Evento                       | Función                  | Notas  |
| ---- | ---------------------------- | ------------------------ | ------ |
| 2019 | Melon Music Awards 2019      | presentador de categoría |        |
| 2019 | Soribada Best K-Music Awards | copresentadora           | [ 33 ] |

## Premios y nominaciones
| Año  | Premio                    | Categoría                                                   | Nominación          | Resultado | Ref.          |
| ---- | ------------------------- | ----------------------------------------------------------- | ------------------- | --------- | ------------- |
| 2014 | 23 Concurso Supermodelo   | Premio Olivia Lauren                                        | —                   | Ganadora  | [ 34 ]        |
| 2018 | APAN Star Awards          | Mejor actriz revelación                                     | Misty               | Nominada  | [ 35 ]        |
| 2018 | 54th Baeksang Arts Awards | Mejor actriz revelación (cine)                              | Little Forest       | Nominada  | [ 36 ]        |
| 2018 | 2nd Seoul Awards          | Mejor actriz revelación (cine)                              | Little Forest       | Nominada  | [ 37 ] [ 38 ] |
| 2018 | MBC Drama Awards          | Mejor pareja (junto a Jang Ki-yong)                         | Come and Hug Me     | Ganadores | [ 39 ]        |
| 2018 | MBC Drama Awards          | Premio a la excelencia, actriz en serie de miércoles-jueves | Come and Hug Me     | Nominada  |               |
| 2019 | Chunsa Film Art Awards    | Mejor actriz revelación (cine)                              | Little Forest       | Ganadora  | [ 40 ]        |
| 2020 | 34th KBS Drama Awards     | Premio a la excelencia, actriz en serie de larga duración   | Homemade Love Story | Ganadora  | [ 41 ]        |
| 2020 | 34th KBS Drama Awards     | Mejor pareja (junto a Lee Jang-woo)                         | Homemade Love Story | Ganadores | [ 42 ]        |
| 2020 | 7th APAN Star Awards      | Premio a la excelencia, actriz en serie TV                  | Homemade Love Story | Nominada  | [ 43 ]        |
| 2022 | MBC Drama Awards          | Mejor pareja (junto a Park Hae-jin)                         | Showtime Begins!    | Nominados | [ 44 ]        |